# Chrysoperla genanigra
Chrysoperla genanigra är en insektsart som beskrevs av De Freitas 2003. Chrysoperla genanigra ingår i släktet Chrysoperla och familjen guldögonsländor. Inga underarter finns listade i Catalogue of Life.